# Чад на Светском првенству у атлетици на отвореном 2017.
Чад је учествовао на Светском првенству у атлетици на отвореном 2017.  одржаном у Лондону од 4. до 13. августа четрнаести пут. Репрезентацију Чада  представљао је један атлетичар који се такмичио у трци на 400 метара.,
На овом првенству Чад није освојио ниједну медаљу, нити је постигнут неки рекорд.

## Учесници
Мушкарци
- Башир Мамат — 400 м

## Резултати

### Мушкарци
| Атлетичар   | Дисциплина | Лични рекорд | Квалификације | Квалификације | Полуфинале           | Полуфинале           | Финале               | Финале       | Детаљи |
| Атлетичар   | Дисциплина | Лични рекорд | Резултат      | Место         | Резултат             | Место                | Резултат             | Место        | Детаљи |
| ----------- | ---------- | ------------ | ------------- | ------------- | -------------------- | -------------------- | -------------------- | ------------ | ------ |
| Башир Мамат | 400 м      | 47,13        | 47,50         | 9. у гр. 1    | Није се квалификовао | Није се квалификовао | Није се квалификовао | 47 / 49 (52) |        |